# Ražolike ribe
Ražolike ribe (lat. Rajiformes) su ribe s hrskavičastim kosturom, kojima je značajka jako spljošteno tijelo u leđno-trbušnom pravcu i proširene prsne peraje koja leže sasvim sa strana tijela čime doprinose da tijelo izgleda još šire. Imaju oblik lista ili ploče u obliku romba pa se često popularno nazivaju morski listovi. Kreću se valovitim pokretima grudnih peraja. Neke vrste su slabo pokretne tako da veći dio vremena provode zakopane u pijesak na morskom dnu. Rep im je jako sužen tako da kod većine vrsta liči na bič, a leđne peraje su postavljene sasvim unazad.
Gornja površina tijela je tamnije pigmentirana i prilagođena boji okoline, dok je donja strana svjetlija jer ne sadrži pigmente. Na gornjoj, leđnoj strani nalaze se oči i spirakulum, a na trbušnoj su usni otvor, nosni otvori i škržni prorezi.
Neke vrste pravih raža na leđima ili na repu imaju otrovnu bodlju koja služi za obranu. Druge vrste posjeduju električni organ koji može izazvati prilično snažan električni udar, što im služi kako za lov, tako i za obranu.
Pojedine vrste polažu jaja, koja su zaštićena čvstom ljuskom ili druge vrste kote žive mladunce koja se iz jaja legu unutar roditelja (ovoviviparnost).

## Klasifikacija
Ražolike pripadaju infrarazredu poligača (Batoidea). Red se sastoji se od četiri porodica, a tipična su prave raže i dok su ražopsi, drhtulje, leptirice, golubovke i žutulje zajedno s ražovkama predtavnici poligača.
Red ražolikih dijeli se na porodice:
- Anacanthobatidae von Bonde & Swart, 1923
- Arhynchobatidae Fowler, 1934
- Gurgesiellidae de Buen, 1959
- Rajidae de Blainville, 1816, ražovke